# یواس‌اس الیزابت (اس‌پی-۱۰۹۲)
یواس‌اس الیزابت (اس‌پی-۱۰۹۲) (به انگلیسی: USS Elizabeth (SP-1092)) یک کشتی بود که طول آن ۵۵ فوت (۱۷ متر) بود.